# Hypena radicalis
Hypena radicalis là một loài bướm đêm trong họ Erebidae.